# Kokojka e Frashërit
Kokojka e Frashërit är ett berg i Albanien.   Det ligger i prefekturen Qarku i Gjirokastrës, i den södra delen av landet, 120 km söder om huvudstaden Tirana. Toppen på Kokojka e Frashërit är 1 528 meter över havet, eller 84 meter över den omgivande terrängen. Bredden vid basen är 0,74 km.
Terrängen runt Kokojka e Frashërit är huvudsakligen kuperad, men åt sydväst är den bergig.  
Trakten runt Kokojka e Frashërit består till största delen av jordbruksmark.  Runt Kokojka e Frashërit är det ganska glesbefolkat, med 24 invånare per kvadratkilometer.